# Línia evolutiva de Gulpin
Aquesta línia evolutiva de Pokémon inclou Gulpin i Swalot.

## Gulpin
Gulpin és una de les espècies que apareixen a la franquícia Pokémon, una sèrie de videojocs, anime, mangues, llibres, cartes col·leccionables i altres mitjans que va ser inventada per Satoshi Tajiri i ha generat milers de milions de dòlars en beneficis per a Nintendo i Game Freak. És de tipus verí i evoluciona a Swalot.

## Swalot
Swalot és una de les espècies que apareixen a la franquícia Pokémon, una sèrie de videojocs, anime, mangues, llibres, cartes col·leccionables i altres mitjans que va ser inventada per Satoshi Tajiri i ha generat milers de milions de dòlars en beneficis per a Nintendo i Game Freak. És de tipus verí i evoluciona de Gulpin.